# 日本のタタール人
日本のタタール人は、日本に一定期間在住するタタール人やその子孫である。日本に帰化や亡命した人、およびその子孫のことをタタール系日本人と呼ぶ。600人から2000人という推計人口があるが、国籍はロシアとトルコを中心に多岐に渡っておりタタール人としての統計調査は無く正確な数は不明である。

## 概要
20世紀初頭、ロシア革命を契機におよそ600人のタタール人やバシキール人がロシアのタタールスタンのカザンやバシコルトスタンから日本へ移住したとされ、日本各地にコミュニティを形成していた。特に神戸には多くのタタール人が暮らしており、1935年には神戸において日本で最初となる最初のモスクと学校、1938年には東京において東京回教学院（現・東京ジャーミイ）が在日タタール人によって設立された。移住者の大多数は離散しなかったことから、来日後も自らの言語や文化を保持し続けた。1950年代になって、彼らにトルコ国籍が付与されることとなり、戦後の混乱の影響もあって、徐々にトルコへ渡るようになりタタール人は減少した。しかし、そのまま日本へ住み続け、帰化した人もいた。現在、東京におけるタタール人の子孫は60人ほどとされる。

## 著名な人物
- ムハンマド・ガブドゥルハイ・クルバンガリー - 日本に亡命したバシキール人の政治指導者で東京モスクの設立者。
- アブデュルレシト・イブラヒム - ウラマー、ジャーナリスト、旅行家。東京モスクの初代イマーム
- ロイ・ジェームス - 亡命タタール人として日本で生まれたタレント、俳優、コメンテーター。
- ユセフ・トルコ - 元プロレスラー、俳優。
- オスマン・ユセフ- 俳優。
- ムーサー・ビギエフ